# Max Fiedler
August Max Fiedler (ur. 31 grudnia 1859 w Żytawie, zm. 1 grudnia 1939 w Sztokholmie) – niemiecki dyrygent.

## Życiorys
Uczył się gry na fortepianie u swojego ojca oraz gry na organach i teorii muzyki u Gustava Albrechta, następnie w latach 1877–1880 studiował w konserwatorium w Lipsku. Od 1882 roku wykładał w konserwatorium w Hamburgu, w 1903 roku objął stanowisko dyrektora tej uczelni. Od 1904 do 1908 był dyrygentem filharmonii hamburskiej. W sezonie 1905/1906 prowadził Filharmonię Nowojorską, a w 1907 roku London Philharmonic Orchestra. W latach 1908–1912 był dyrygentem Bostońskiej Orkiestry Symfonicznej. Po powrocie do Niemiec osiadł w Berlinie. W latach 1916–1934 był dyrygentem orkiestry symfonicznej w Essen. Od 1933 roku pracował w rozgłośni radia berlińskiego, dyrygował też jej orkiestrą.
Zajmował się również komponowaniem, napisał m.in. Symfonię, Serenadę na małą orkiestrę, uwerturę, kwintet fortepianowy, kwartet smyczkowy, utwory fortepianowe i pieśni.